# Moyaux
Moyaux ist eine französische Gemeinde mit 1.369 Einwohnern (Stand: 1. Januar 2022) im Département Calvados in der Region Normandie. Sie gehört zum Kanton Pont-l’Évêque im Arrondissement Lisieux. Die Einwohner werden Moyausains genannt.  

## Geographie
Moyaux liegt etwa 52 Kilometer östlich von Caen und etwa 37 Kilometer südsüdwestlich von Le Havre in der Landschaft Pays d’Auge. Umgeben wird Moyaux von den Nachbargemeinden Le Pin im Norden, Asnières im Osten, Fumichon im Südosten und Süden, Ouilly-du-Houley im Süden, Hermival-les-Vaux im Südwesten, Fauguernon im Südwesten und Westen sowie Saint-Philbert-des-Champs im Westen und Nordwesten.

## Bevölkerungsentwicklung
| Jahr                       | 1962 | 1968 | 1975 | 1982 | 1990 | 1999 | 2006 | 2019 |
| Einwohner                  | 658  | 746  | 857  | 931  | 1185 | 1235 | 1307 | 1353 |
| Quellen: Cassini und INSEE |      |      |      |      |      |      |      |      |

## Sehenswürdigkeiten
- Kirche Saint-Germain aus dem 12. Jahrhundert mit einem asymmetrischen Glockenturm, Monument historique
- Pfarrhaus

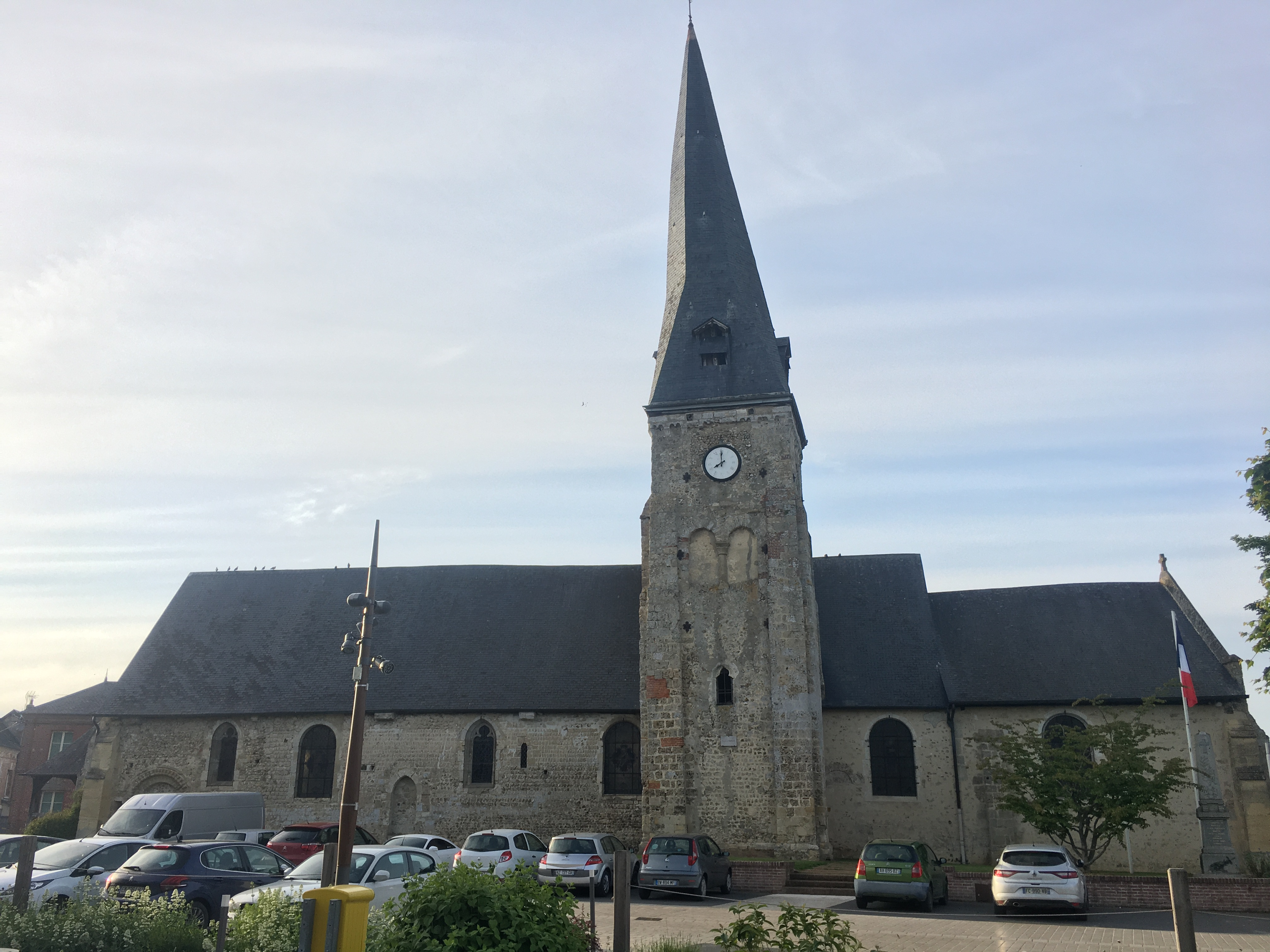
Kirche Saint-Germain
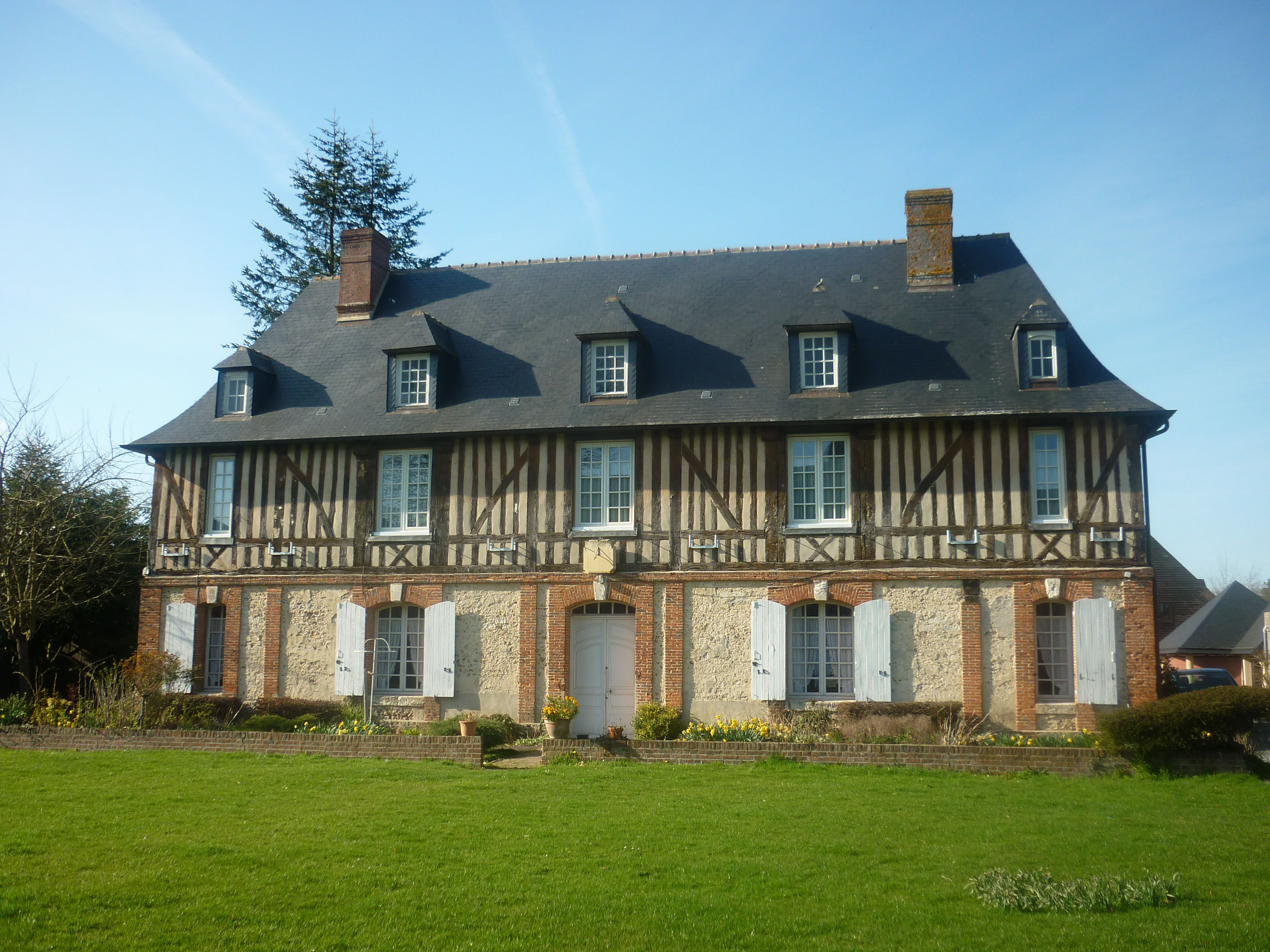
Pfarrhaus

## Gemeindepartnerschaft
Mit der Gemeinde Malsfeld in Hessen besteht seit 1984 eine Jumelage.